# György Zemplényi
György Zemplényi (ungerskt uttal [ɟørɟ ˈzɛmpleːɲi]; född 17 juli 1953 i Budapest, död 29 januari 1999 i Budapest) var en ungersk bedragare som begick omfattande bedrägerier i flera länder; däribland Sverige, Israel och Ungern.

## Biografi
Zemplényi föddes i en judisk familj i Budapest 1953. Hans far dog när han var i tonåren och han kom sen att tas hand om sin mor.  Zemplényis karriär som småtjuv började redan i ungdomen, han stal klasskassan i skolan, förskingrade pengar från ett teatersällskap och började med olaglig valutahandel. Han greps av polis och dömdes till fängelse. 
I fängelset konverterade han till kristendomen och efter att han avtjänat sitt straff gifte han sig med dottern till en ledare av den kristna grupperingen nasaréerna 1977. Året därpå föddes parets dotter. Efter några månader försvann dock Zemplényi och tog med sig stora summor pengar som han lånat av församlingens medlemmar.
Zemplényi levde därefter växelvis i USA, Australien och Israel. Han byggde upp en förmögenhet och beslutade sig för att återkomma till Ungern flera år senare. Han betalade tillbaka delar av sina skulder och började besöka sin dotter regelbundet.
Inför Olympiska sommarspelen 1992 i Barcelona blev Zemplényi  lagledare och travel agent för det ungerska OS-simlaget. Han blev även vald till ordförande i ungerska simningsförbundet. Zemplényi gav laget förstklassiga träningsförhållanden och det utmynnade i succé i OS. Det blev 5 guld, 3 silver och ett brons. Norbert Rózsa som såg Zemplényi som en nära vän vann två silver.
I sin roll för OS-laget hade Zemplényi  tagit olagliga lån till sig själv på ca 100 miljoner kronor i dagens penningvärde. Lån som han senare inte betalade tillbaka. När laget efter OS återvände till Ungern var polisen beredda på att gripa honom men han fanns inte med på planet. Därmed blev han ett fall för Interpol.
Efter tiden med simmarna flydde Zemplényi till staden Arad i Israel. Där agerade han diamanthandlare och stal stora mängder ädelstenar. 
Under mitten av 1990-talet utgav han sig för att vara katolsk ärkebiskop i Malmö och bedrog ett 15-tal personer på stora belopp. Han överlämnade sig sedan till den ungerska polisen och åtalades i hemlandet. 
1997 inleddes rättegången mot honom. En medicinsk expert förklarade att  Zemplényi led av en personlighetsstörning och inte kände sig skyldig. Han dömdes till 4 års fängelse men överklagade. Mycket tydde på att han skulle lyckas få domen ogiltigförklarad på grund av sin vacklande hälsa. Dessförinnan omkom han dock i en hjärtattack 1999.

## Dokumentär
Dokumentärfilmen Bedragaren om Zemplényi, av Åsa Blanck och Johan Palmgren, hade premiär 2008.

### Fotnoter
1. ↑  http://m.origo.hu/itthon/19990119zemplenyi.html
2. ↑  1992: Interpol Circus against György Zemplényi, index.hu, 
https://index.hu/belfold/tegnapiujsag/2008/08/16/1992_interpol_korozes_zemplenyi_gyorgy_ellen/
3. ↑  1997: prosecution proposal against György Zemplényi, index.hu, https://index.hu/belfold/tegnapiujsag/2011/02/14/1997_vademelesi_javaslat_zemplenyi_gyorgy_ellen/
4. ↑   György Zemplényi dead, origo.hu, Läst 2017-12-21,
http://m.origo.hu/itthon/19990119zemplenyi.html